# Symfonie nr. 4 (Buttner)
Paul Büttner voltooide zijn Symfonie nr. 4 in b-mineur in 1919. Het is een vrij onbekende in de lijst van vierde symfonieën, maar er is in 2003 een compact disc van verschenen.
Büttner had al ideeën voor deze symfonie in 1913, maar kon hem pas afronden in de laatste jaren van de Eerste Wereldoorlog en de daarop volgende stilte (1917-1919). De oorspronkelijk symfonie is geschreven voor groot symfonieorkest, later is er een bewerking van geschreven, die een samenstelling van het orkest verlangd in de romantische traditie. De Staatskapelle Dresden onder leiding van Herrmann Kutschbach gaf de eerste uitvoering in Dresden op 18 maart 1919.

## Muziek
De muziek van Büttner behoort tot de laatromantiek en is beïnvloed door Johannes Brahms, Anton Bruckner en ook Richard Wagner. Dat laatste is onder meer te zien in de orkestratie van de oorspronkelijke bezetting. Voor 1919 klinkt het werk ouderwets als men de muziek van Igor Stravinski en anderen kent; vanuit de toenmalige muziekgeschiedenis van Duitsland klinkt het fris en modern, zeker in de bezetting van een klassiek symfonieorkest. Uiteraard ontbreekt bij een dergelijke traditionele componeerstijl ook de vierdelige opzet van een klassieke symfonie:
- Mässig bewegt;
- Scherzo; presto
- Andante maestoso
- Allegro.

Het is geen programmamuziek, puur kunst voor de kunst. Deel 1 in een 6/4 maat is geschreven in de sonatevorm, twee thema's die neergezet en uitgewerkt worden. Deel 2 is het klassieke Scherzo (vrolijk deel); deel 3 de bezinning; deel 2 en 3 zijn geschreven in een 3/4-maat. Deel 4 in 4/4-maat heeft als aanduiding vlammend en besluit na bijna geheel in de aangegeven toonsoort te zijn geschreven in B-majeur. De muziek klinkt over het algemeen strijdbaar; Büttner was overtuigd socialist. Het is daarom niet zo vreemd dat de symfonie na oplevering maar matig gespeeld werd. In Oost-Duitsland werd het werk nog in 1956 als concertwerk gespeeld. Van uitvoeringen elders is niets bekend.

## Orkestratie

### Groot orkest
- 5 fluiten, 4 hobo’s, 5 klarinetten, 4 fagotten
- 4 hoorns, 3 trompetten, 4 trombones, 1 tuba
- pauken, 1 man/vrouw slagwerk
- 8 eerste violen, 7 tweede violen, 6 altviolen, 5 celli, 4 contrabassen

### Klein orkest
- 2 fluiten, 2 hobo’s, 2 klarinetten, 2 fagotten
- 4 hoorns, 2 trompetten, 3 trombones, 1 tuba
- pauken, 1 man/vrouw slagwerk, 1 harp
- 8 eerste violen, 7 tweede violen, 6 altviolen, 5 celli, 4 contrabassen

## Discografie
- Uitgave Sterling Records uit 2003: Rundfunk Sinfonieorhester Berlin (RSB) uit Oost-Berlijn o.l.v. Gerhard Pflüger in een opname van 26 juni 1965(!); het ging toen puur om een opname; het werk maakte geen deel uit van een concertprogramma.